# Top Gear America
Top Gear America è un programma televisivo statunitense che tratta come argomento principale le automobili, tratto dall'omonimo format britannico, ed è presentato da William Fichtner, Tom Ford, Antron Brown e The Stig.

## Storia
Nel giugno 2016, al termine della sesta stagione di Top Gear USA, la BBC America decise di cancellare la serie per "esplorare nuove opportunità negli Stati Uniti". Nel marzo 2017 la BBC annunciò di aver ordinato una nuova versione di Top Gear, intitolata Top Gear America e presentata da William Fichtner, Tom Ford e Antron Brown. Nel 2019 viene annunciato che BBC e Discovery hanno siglato un accordo multiannuale per i diritti di Top Gear America, il 2020 sono state registrare le nuove puntate e nel 2021 sono state rese disponibili su MotorTrend USA App e Discovery Plus in tutta Europa.

## Episodi
| Serie | Serie | Puntate | Prima TV USA      | Prima TV USA       | Spettatori prima TV USA (in milioni) |
| Serie | Serie | Puntate | Prima di stagione | Finale di stagione | Spettatori prima TV USA (in milioni) |
| ----- | ----- | ------- | ----------------- | ------------------ | ------------------------------------ |
|       | 1     | 8       | 30 luglio 2017    | 17 settembre 2017  | N.D.                                 |
|       | 2     | 6       | 19 febbraio 2020  | in corso           | N.D.                                 |